# Coppa Mitropa 1965
La Coppa Mitropa 1965 fu la venticinquesima edizione del torneo, si tenne a Vienna e venne vinta dagli ungheresi del Vasas

## Partecipanti
| Nazione                   | Squadra       | Campionato                         | Note                          |
| ------------------------- | ------------- | ---------------------------------- | ----------------------------- |
| Cecoslovacchia (bandiera) | Sparta Praha  | Campione di Cecoslovacchia 1964-65 | Vincitrice Coppa Mitropa 1964 |
| Italia (bandiera)         | AC Fiorentina | 4º campionato d'Italia 1964-65     |                               |
| Jugoslavia (bandiera)     | FK Sarajevo   | Vicecampione di Jugoslavia 1964-65 |                               |
| Ungheria (bandiera)       | Vasas         | 6º campionato d'Ungheria 1964      |                               |
| Austria (bandiera)        | SK Rapid      | Vicecampione d'Austria 1964-65     |                               |

## Torneo

### Turno Preliminare
| Squadra 1   | Totale | Squadra 2 | Andata | Ritorno |
| ----------- | ------ | --------- | ------ | ------- |
| FK Sarajevo | 1 - 4  | Vasas     | 1 - 2  | 0 - 2   |

### Semifinali
Gare giocate il 23 giugno
| Squadra 1 | Risultato | Squadra 2     |
| --------- | --------- | ------------- |
| Vasas     | 5 - 4     | Sparta Praha  |
| SK Rapid  | 0 - 3     | AC Fiorentina |

### Finale 3º-4º posto
Gara giocata il 26 giugno
| Squadra 1 | Risultato | Squadra 2    |
| --------- | --------- | ------------ |
| SK Rapid  | 0 - 2     | Sparta Praha |

### Finale
Gara giocata il 26 giugno a Vienna
| Squadra 1 | Risultato | Squadra 2     |
| --------- | --------- | ------------- |
| Vasas     | 1 - 0     | AC Fiorentina |

| Arbitro: | Schiller (Austria) |

|                   |           |  |
| Mészöly (rig.) ?’ | Marcatori |  |

| Vasas | Fiorentina |

|                  |    |         |  |
|                  |    |         |  |
|                  | 1  | Varga   |  |
|                  | 2  | Bakos   |  |
|                  | 3  | Ihász   |  |
|                  | 4  | Mathesz |  |
|                  | 5  | Mészöly |  |
|                  | 6  | Berendi |  |
|                  | 7  | Molnár  |  |
|                  | 8  | Puskás  |  |
|                  | 9  | Farkas  |  |
|                  | 10 | Fister  |  |
|                  | 11 | Pál     |  |
|                  |    |         |  |
|                  |    |         |  |
| Allenatore:      |    |         |  |
| Rudolf Illovszky |    |         |  |

|                     |    |                     |  |
|                     |    |                     |  |
|                     | 1  | Alfredo Paolicchi   |  |
|                     | 2  | Egidio Guarnacci    |  |
|                     | 3  | Sergio Castelletti  |  |
|                     | 4  | Battista Pirovano   |  |
|                     | 5  | Giuseppe Brizi      |  |
|                     | 6  | Rino Marchesi       |  |
|                     | 7  | Kurt Hamrin         |  |
|                     | 8  | Mario Bertini       |  |
|                     | 9  | Paolo Nuti          |  |
|                     | 10 | Renato Benaglia     |  |
|                     | 11 | Juan Carlos Morrone |  |
|                     |    |                     |  |
|                     |    |                     |  |
| Allenatore:         |    |                     |  |
| Giuseppe Chiappella |    |                     |  |

## Classifica marcatori
|  | Gol | Marcatore     | Squadra       |
|  | --- | ------------- | ------------- |
|  | 3   | Lajos Puskás  | Vasas         |
|  | 2   | János Farkas  | Vasas         |
|  | 2   | Mario Bertini | AC Fiorentina |
|  | 2   | Václav Mašek  | Sparta Praha  |
|  | 2   | Vaclav Vrana  | Sparta Praha  |
|  |     |               |               |